# Pakróczy Nepomuk János
Pakróczy Nepomuk János (Sáród, Sopron megye, 1792. május 10. – Adony, 1849. augusztus 10.) római katolikus plébános.

## Élete
Pakróczy Mihály és Borbély Katalin fia. Tanult Sopronban 6 évig, bölcselethallgató volt Szombathelyt két évig. 1816 decemberében pappá szentelték; előbb segédlelkész volt Székesfehérvárott, 1845-től pedig plébános Adonyban (Fehér megye). 1840–42-ben a Fejér Megyei Olvasótársaság tagja volt.
A Bäuerle Adolf által 1828-ban Bécsben I. Ferenc császár 60. születésnapja emlékére kiadott német Emlékkönyvben van egy magyar költeménye, úgyszintén a Koszorúban (1830) is egy.

## Munkái
- Munkás lelki pásztor a betegek, haldoklók és rabok mellett. Ford. Köhler után. Pest, 1821.
- Mélt. és főtiszt. Kopácsy József úrnak a székesfejérvári püspökségbe Sz. Jakab havának 14. napján 1822. eszt. lett beiktatására. Székesfejérvár. (Költemény.)
- Nmélt. Ürményi Ürmény szül. Komjáthy Anna asszony névnapi tiszteletére 1823. eszt. Uo. 1823. (Költ.).
- Óda Mélt., Főtiszt. Kopácsy József úrnak a székesfehérvári püspökségből a veszprémibe lett általkelésére, Bucsuzás képpen kisasszony havának 21. napján 1825. Uo.
- Gyászóda, néhai Ürményi Jósef úrnak Vál mezővárosi jószágán 1825. eszt. Szent Iván hava 8. napján történt halála emlékezetére. Uo.
- Nagymélt. Cziráki és Dienesfalvai gróf Cziráky Antal úrnak, ő Excellentiájának, a T. Ns. Székes-Fehérvármegye főispányi hivatalába Sz. Mihály hava 26. napján 1827. eszt. lett beiktatására. Uo. (Költ.)
- Töredékek a szent előidőbűl. Gehon. Ninive. Bethulia, Uo. 1827. (Versben. Ism. Hazai s Külf. Tudósítások 1827. II. 42. sz.).
- Mélt. Patséri Szutsits Pál Mátyás urnak, a székesfejérvári püspökségbe pünköst havának 18. napján 1828. lett beiktatására. Uo. (Költ.)
- Jankovics József cs. k. tanácsos t. Fehérvármegye alispánjai tiszteletére. Uo. 1829. (Költ.).
- Vigasztalás Borbély Györgyhöz Csornára. Uo. 1829. (Költ.).
- Néhai Mélt. Vásonkeői idősebb gróf Zichy János úr ... Bács-Bodrogh t. e. vármegyék főispánja emlékezetét hirdette a nagy-lángi szentegyházban, 1830. eszt. Szent-Mihály hava 6. napján. Uo.
- Horváth Jánosnak a székesfehérvári püspöki székbe lett beiktatására ajánlott versek. Uo. 1832.
- Örömóda, Nmélt. Horváth János úrnak, a székes-fejérvári egyházi megye püspökének ... az 1835. eszt. első napján. Uo. 1834.
- Gyászóda, néhai Nagym. Főtiszt. Horváth János urnak, a székesfejérvári egyházi megye püspökének ... az 1835. bőjtelő hava 25. napján a sz.-fejérvári székesegyházban felejthetetlen emlékezetére állott gyász koporsója fölött. Végső tiszteletadásul a sz.-fejérvári egyházi megye árváji nevében. Uo. 1835.
- Szent István első apost. magyar király igenis méltó köztiszteletre tetteiért; követésre tetteiben. Megvilágosította 1835-ikben nemzeti ünnepén a székes-fejérvári püspöki templomban ... Uo.
- Mélt. Fő Tiszt. Szalai báró Barkóczy László urnak, a székesfejérvári püspöki székbe 1837. kisasszonyhava 15. napján lett örvendetes beiktatására. Uo.
- Néhai mélt. Radványi gróf Győry Ferencz úr ... Bács-Bodrogh t. e. vármegyék főispánja ... emlékezetét hirdette a perkátai szentegyházban 1839. eszt. Szent Iván hava 4. napján. Pest.
- Dicséreti beszéd Szent Bernárd apát tiszteletére. Mondatott Zirczen 1839. kisasszonyhó 20-dik napján. Székesfejérvár.
- Gyászóda, néh. Vásonkeői gróf Zichy Tivadar, Vásonkeői gróf Zichy György és Erdődi Pálffy Ludovika grófnő ő Nagyságoknak 12 évű első szülött fia Nápolyban 1839. történt szomorú halála és Nagy-Lángon történt eltemettetése felejthetetlen emlékezetére. Uo.
- Szent István első apostoli koronás magyar király igazi nagysága; nemzete boldogsága. Hirdette nemzeti innepén Bécs császári városában a T. T. Assisi szent Ferencz rendű kapuczinus atyák templomában 1842. kisasszonyhó 21. napján. Bécs, 1842.